# مینو صمیمی
مینو صمیمی (متولد آذر ۱۳۲۵، تهران) نویسنده و مترجم ایرانی‌ست. او فرزند صادق صمیمی (رئیس اسبق موزه ایران باستان) است. دوست شاه وفرح بود.
.

## آثار
- پشت پرده تخت طاووس، مینو صمیمی، حسین ابوترابیان (مترجم)، تهران: اطلاعات، ۱۳۶۸
- محمد در اروپا، مینو صمیمی، عباس مهرپویا (مترجم)، تهران: اطلاعات، ۱۳۸۲

این کتاب در بیست و چهارمین دوره کتاب سال جمهوری اسلامی ایران در سال ۱۳۸۵ برگزیده شد.
- سلحشوران مؤنث خدا
- دین اروپا به ایران ۲۰۱۴

## سمت‌ها
- منشی سفارت ایران در سوئیس از ۱۳۴۶ تا ۱۳۵۲
- سرپرستی دبیرخانه و دفتر روابط عمومی «سازمان ملی حمایت از کودکان»
- منشی مخصوص شهبانو فرح پهلوی در امور بین‌المللی